# 空城計
空城計（くうじょうけい）または空城の計（くうじょうのけい）は兵法三十六計の第三十二計にあたる戦術。
あえて自分の陣地に敵を招き入れることで敵の警戒心を誘う計略のこと。敵方に見破られた場合は全滅の危険性があり、心理戦の一種である。
野戦で敵に敗れた場合、既にして敵軍が圧倒的に優勢な状況であることが多い。その状態で城に逃げ込んでも結局最後には補給を断たれ、降伏することを余儀なくされる。自軍が圧倒的に数が少ない場合、敵軍が攻城戦や包囲戦に移ることを防ぐためには、敵将に自軍の戦闘能力を錯覚させることが重要である。例えば、敵軍に攻め寄せられた際に城門を開け放ち自ら敵を引き入れようとすれば、優秀で用心深い指揮官ほど逆に警戒する。『追うこと百里ならば将を失い、五十里ならば兵の伴ばを失う』とある通り、敵が罠を仕掛け待ち構えているところに入るというのは、全滅もありえるほど危険だからである。

## 中国

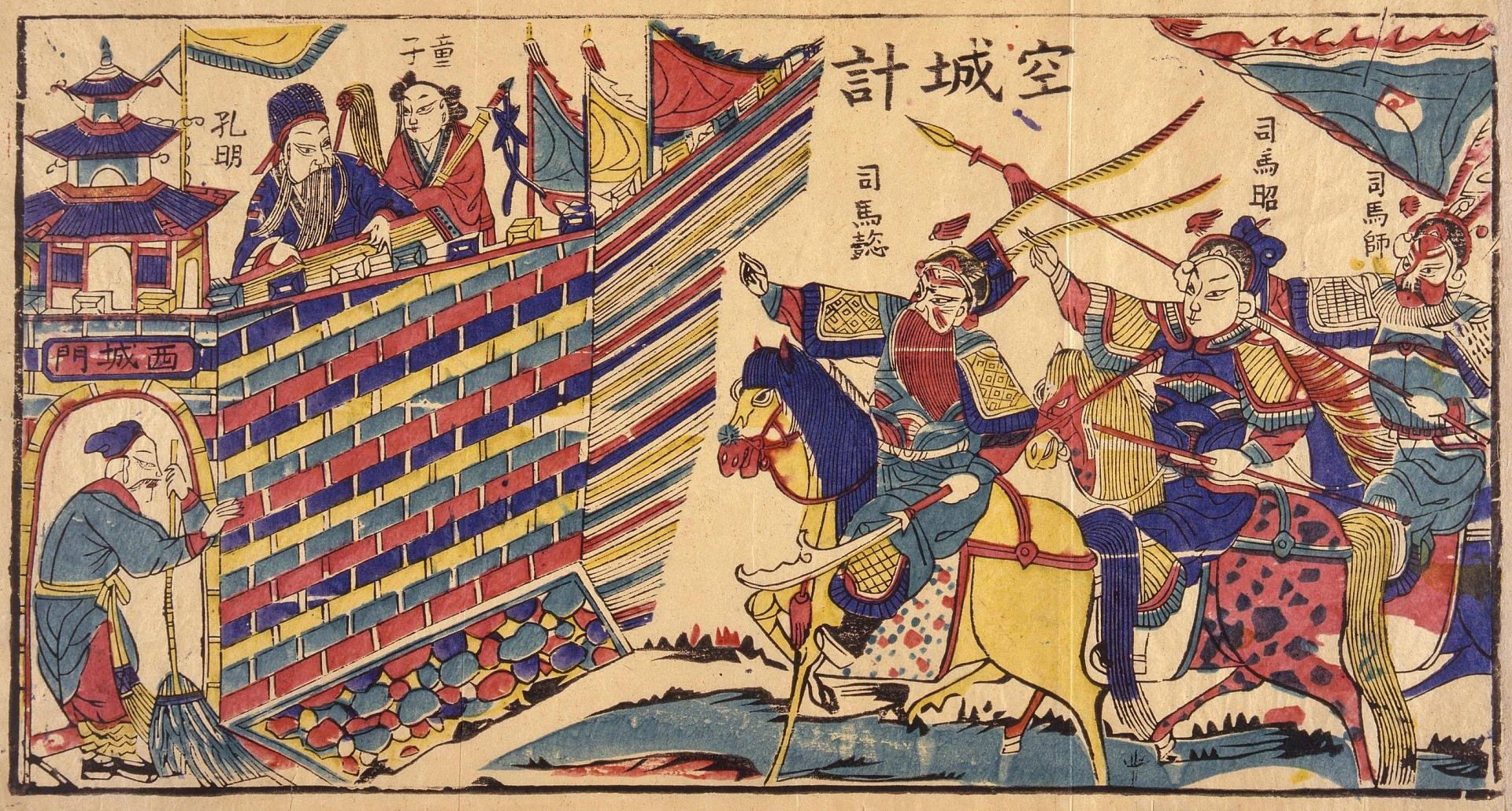
三国志演義の「空城計」を描いた絵

『三国志演義』では蜀の諸葛亮が野戦で魏に敗れた際、蜀軍は魏軍と比べて圧倒的に兵力が少なかった。諸葛亮は一計を案じ、城に引きこもって城内を掃き清め、城門を開け放ち、兵士たちを隠して自らは一人楼台に上って琴を奏でて魏軍を招き入れるかのような仕草をした。魏の司馬懿は諸葛亮の奇策を恐れてあえて兵士に城内に踏み込ませなかったという。
史書においては三国志に付けられた注釈で魏の郭沖が語った故事として前述のモデルとなった諸葛亮が城門を開け放ち司馬懿を退けた話が記録される他、漢中争奪戦の際、蜀の将軍・趙雲が空城計を使って曹操軍を撤退させたのが初である。敵の食糧を奪いに行った黄忠が帰陣の時間を過ぎても戻って来ないので、趙雲は残った少数の部下を率いて黄忠の応援に向かった。ところが黄忠の軍が見つからないうちに突然、趙雲軍は曹操軍の大軍に遭遇したが、無謀にも馬を敵の大軍の中に突入させたところ、驚いた曹操軍は乱れて退却し始めた。暴れ回っていた趙雲は、これを見ると馬の首を反転させるや、今度はまっしぐらに自分の陣に向かって退却した。それを見ていた曹操軍は一斉に追い始め、趙雲の陣近くまで達するも、急に指揮官が馬上から手を上げて、全軍を静止した。不気味にも趙雲の陣の門が開かれ、中が静まりかえっているからだった。指揮官は「おそらく伏兵がいるに違いない」と考え、退却を命じた時、突然後方から石や矢が飛んできた。やはり趙雲軍は陣の外に伏兵を配置しており、曹操軍は散々な目にあって逃げ去って行ったとされている。
北斉の北徐州刺史・祖珽は陳の攻撃を受けた際、城門を開放し、守備兵を降ろして城内を静めさせ、人や鶏・犬の往来を禁じた。陳の軍勢は城内が無人ではないかと考えて備えを設けなかった。祖珽が兵に叫ばせ鼓を響かせたところ、陳の軍勢は驚いて遁走した。
唐代、吐蕃が河西に侵攻し瓜州を陥落させた。瓜州刺史・張守珪が州城を再建しようとした際にもまた吐蕃軍が襲撃してきた。城中に防御の備えはほとんど無く、みな闘志を失っていた。張守珪は「敵は多勢、我々は無勢、被害は甚大で矢石を以て持ち応えることもできない。臨機の手段によるべきである」と言い、城上で将士との宴席を設けた。吐蕃の軍勢は城中に備えがあるのではないかと疑い、敢えて攻めずに去った。
『天禄閣外史』巻1「兵法」は、後漢の黄叔度が盗賊の司馬龍に対して空城の計を取ったと伝える。

## 日本
日本では、戦国時代において、徳川家康が窮地を逃れた際の事例がある。元亀3年12月22日（1573年1月25日）、三方ヶ原の戦いで徳川軍は武田信玄率いる武田軍に敗れて浜松城に逃げ帰った。武田軍はこれを追撃するが、家康は「あえて大手門を開き、内と外に大かがり火を焚かせた」。敗走する徳川軍を追撃して、浜松城門近くまで押し寄せてきた山県昌景・馬場信春の両隊は、大手門が大きく開かれ、かがり火が焚かれているのを見て、それに警戒して攻撃をためらっているところへ､三方ヶ原から引き揚げてきた徳川方の大久保康高らと遭遇し、慌てて引き返そうとしたしたところを城内から討って出た鳥居元忠・渡辺守綱らの軍勢に挟み撃ちになり、苦戦の末、ようやく名栗方面へ脱出することができた。家康としては、なんの策もなかった。策のないまま、信玄が空城計と見破り、しかも、見破ったが故に、兵法家の信玄が、却ってそこに策略の不審を抱いて手を出すのをためらうことに、一縷の望みを抱いたのである。つまり､信玄の思考の上を行ったわけで、信玄が並みの軍略家なら､むしろ空城計と見破って、直ちに城門へ突入させたはずである。信玄は非凡に過ぎて､却って手を出せなかったもので、結果的には､家康の心理作戦勝ちであった｡